# Menulphus

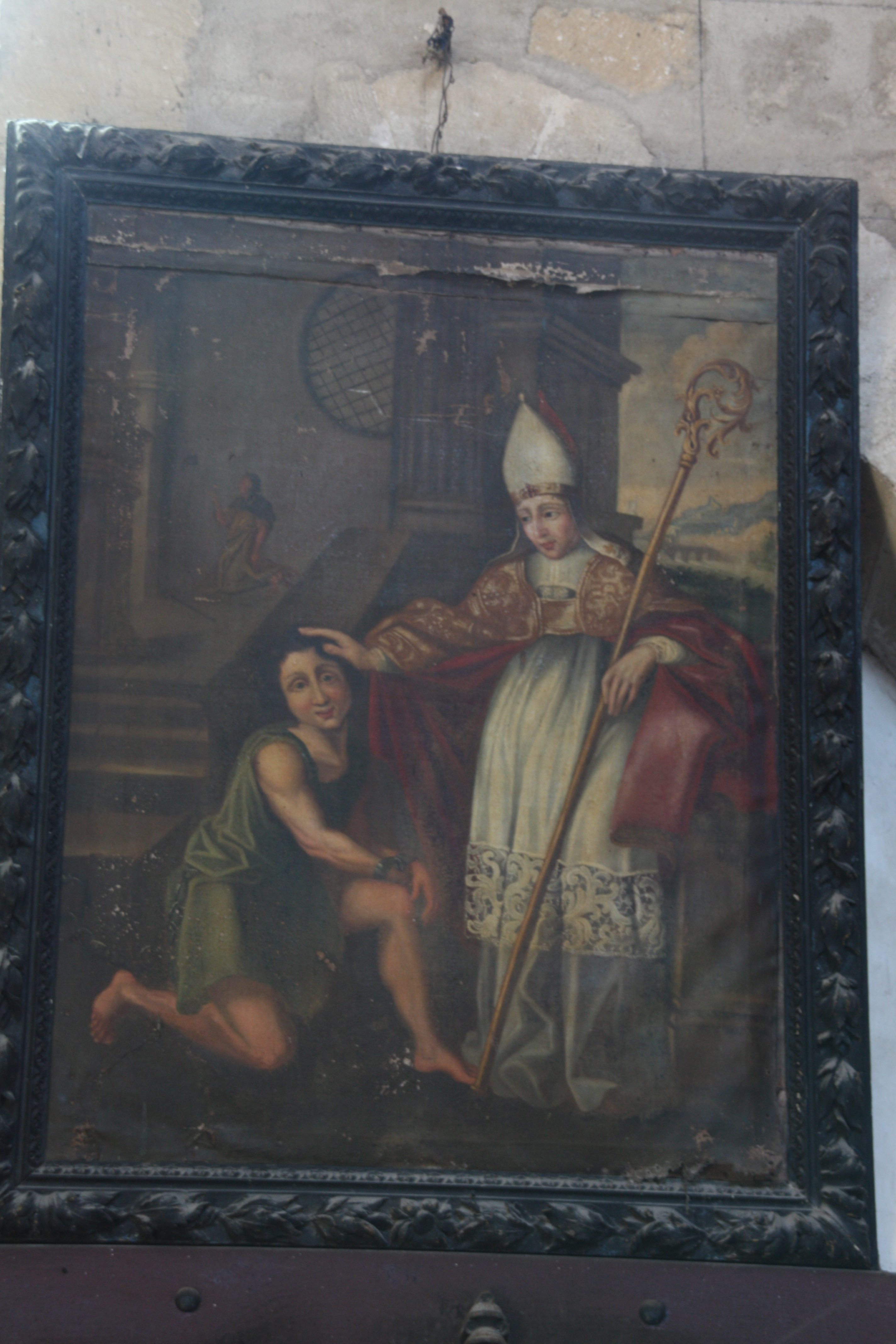
Menulphus und Blaise

Menulphus (französisch Saint-Menoux) ist ein französischer Heiliger des 6. oder 7. Jahrhunderts, der sowohl in der Bretagne als auch in der Auvergne verehrt wurde. Er gehört entfernt zum Kreis der im hohen Grade volkstümlichen bzw. fiktiven Heiligen der Bretagne.

## Leben
Alle Angaben zur Person des hl. Menulphus tragen in höchstem Maße legendenhafte Züge. Von einigen wird er als Brite oder Ire angesehen, der zur Zeit des Merowinger-Königs Childebert I. (reg. 511–558) in die Bretagne gekommen sein soll; er sei nach Quimper gegangen, wo ihm der hl. Corentinus, dessen Existenz und Lebensdaten ebenfalls  unsicher sind, das Bischofsamt angetragen habe, was er jedoch zurückgewiesen haben soll. Laut einer anderen Überlieferung habe er das Amt angenommen und sei somit Nachfolger Corentins geworden. Auf einer Pilgerreise nach Rom habe er viele Wunder vollbracht. Auf der Rückreise habe er in der Auvergne in Mailly-sur-Rose Halt gemacht um sich auszuruhen; später habe er sich entschlossen, dort zu bleiben und ein Leben in Gebet und Meditation zu führen. Es begann die Verehrung des frommen und wundertätigen Einsiedlers durch die Bevölkerung der Region.
Es wird berichtet, dass er einen geistig zurückgebliebenen jungen Mann mit Namen Blaise, der dem Spott und Hohn der Menschen ausgesetzt war, unter seinen persönlichen Schutz gestellt habe; dieser habe jedoch den Namen Menulphus nicht aussprechen können, so dass aus diesem allmählich Menoux wurde. Nach dessen Tod habe Blaise – ohne um die Endgültigkeit des Todes zu wissen – am Sarg seines Fürsorgers gewacht und mit diesem durch ein Loch in der Außenwand des hölzernen Sarkophags gesprochen. Der örtliche Priester habe später einen steinernen Sarkophag mit Löchern anfertigen lassen, damit Blaise auch weiterhin mit seinem Patron kommunizieren könne.

## Verehrung

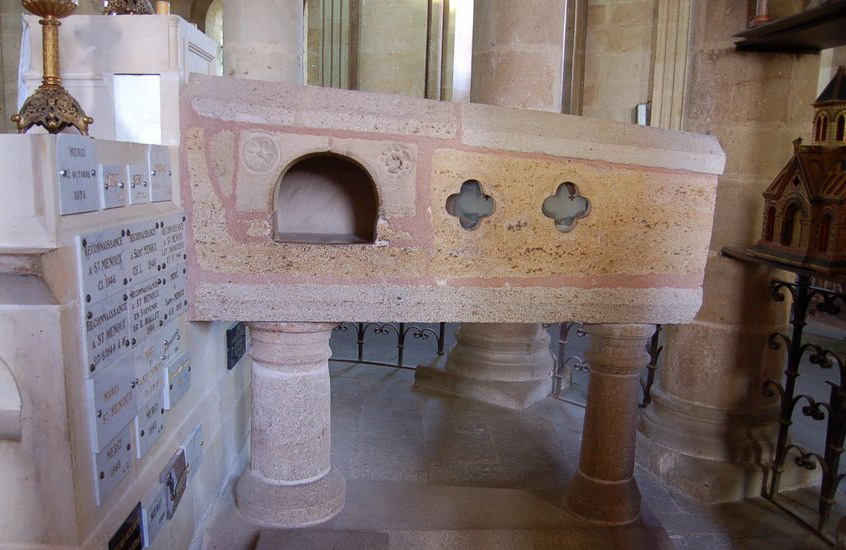
Steinsarkophag (débredinoire) in der ehemaligen Abteikirche von Saint-Menoux

Nach vielen Wunderberichten habe der Bischof von Bourges um das Jahr 1000 den Sarkophag an einen anderen Ort verbringen lassen, wo dem Heiligen zu Ehren und zum Gedenken eine Kirche erbaut wurde – diese wird mit der ehemaligen Abteikirche von Saint-Menoux im Norden der Auvergne gleichgesetzt, wo die Verehrung des Heiligen im Mittelalter überregionale Ausmaße annahm. Ein Steinsarkophag (débredinoire) mit halbkreisförmiger seitlicher Öffnung und zwei kleineren Vierpässen ist dort noch heute zu sehen; die Gebeine des Heiligen sind – bis auf wenige Knochensplitter – in der Zeit der Französischen Revolution verschwunden.
In der Bretagne wird Menulphus kaum noch verehrt; lediglich einige wenige Ortsnamen könnten an ihn erinnern. Der Ort Saint-Menoux in der Auvergne erlebte im Mittelalter eine Blütezeit durch die vielen Menschen, die zum Grabe des Heiligen pilgerten. Auch heute noch werden geistig zurückgebliebene Kinder manchmal zu seinem Sarkophag geführt, um dort – trotz fehlender Reliquien – Heilung oder Linderung ihrer Gebrechen zu erlangen.
Der Festtag des hl. Menulphus ist der 12. Juli.

## Darstellung
Darstellungen von Menulphus sind kaum bekannt; die wenigen, die es gibt, zeigen ihn im Bischofsornat.